# Francisco Chamorro
Francisco Chamorro (nacido el 7 de agosto de 1981 en La Plata) es un ciclista profesional argentino.
Ha desarrollado su carrera deportiva prácticamente en Brasil, donde ha defendido a varios equipos. A mediados de 2010 competía por el club Scott-Marcondes César cuando la UCI, suspendió al equipo por problemas financieros. El equipo continuó como amateur con el nombre Sao José dos Campos y Chamorro continuó en la plantilla hasta 2012 en que fichó por el nuevo equipo profesional de Brasil Real Cycling Team. 
Logró 5 victorias profesionales durante 2012, contribuyendo a que el Real fuera campeón del UCI America Tour. El equipo no logró los suficientes patrocinadores para 2013, cesando su actividad y Chamorro fichó por el Funvic Brasilinvest-São José dos Campos.

## Palmarés
2007
- 2 etapas de la Vuelta Ciclista del Uruguay

2008
- 1 etapa de la Vuelta del Estado de San Pablo

2009
- Copa América de Ciclismo
- 2 etapas de las Rutas de América

2010
- Prueba Ciclística 9 de Julio

2012
- Copa América de Ciclismo
- 2 etapas de las Rutas de América
- 2 etapas del Tour de Brasil/Vuelta del Estado de San Pablo

2013
- Copa América de Ciclismo

2015
- 4 etapas de la Vuelta a Uruguay